# Lattre-Saint-Quentin

Lattre-Saint-Quentin este o comună în departamentul Pas-de-Calais, Franța. În 1 ianuarie 2022 avea o populație de 318 de locuitori.